# ヴォルク・ハン
ヴォルク・ハン（ロシア語: Волк-хан、英語: Volk Han、本名：マゴメトハン・ガムザトハノフ（ロシア語: Магомедха́н Аманула́евич Гамзатха́нов、アヴァル語: Хӏамзатханазул Мухӏамадхан）、1961年4月16日 - ）は、ソビエト連邦ダゲスタン共和国（旧：ダゲスタン自治ソビエト社会主義共和国）出身のロシアの総合格闘家、サンビスト、実業家、元軍人。
ヴォルク・ハンはリングネームで、ヴォルクはロシア語で狼の意。「ロシアの狼」「千のサブミッションを持つ男」「魔術師」などの異名で呼ばれた。

## 来歴

### ソ連邦時代

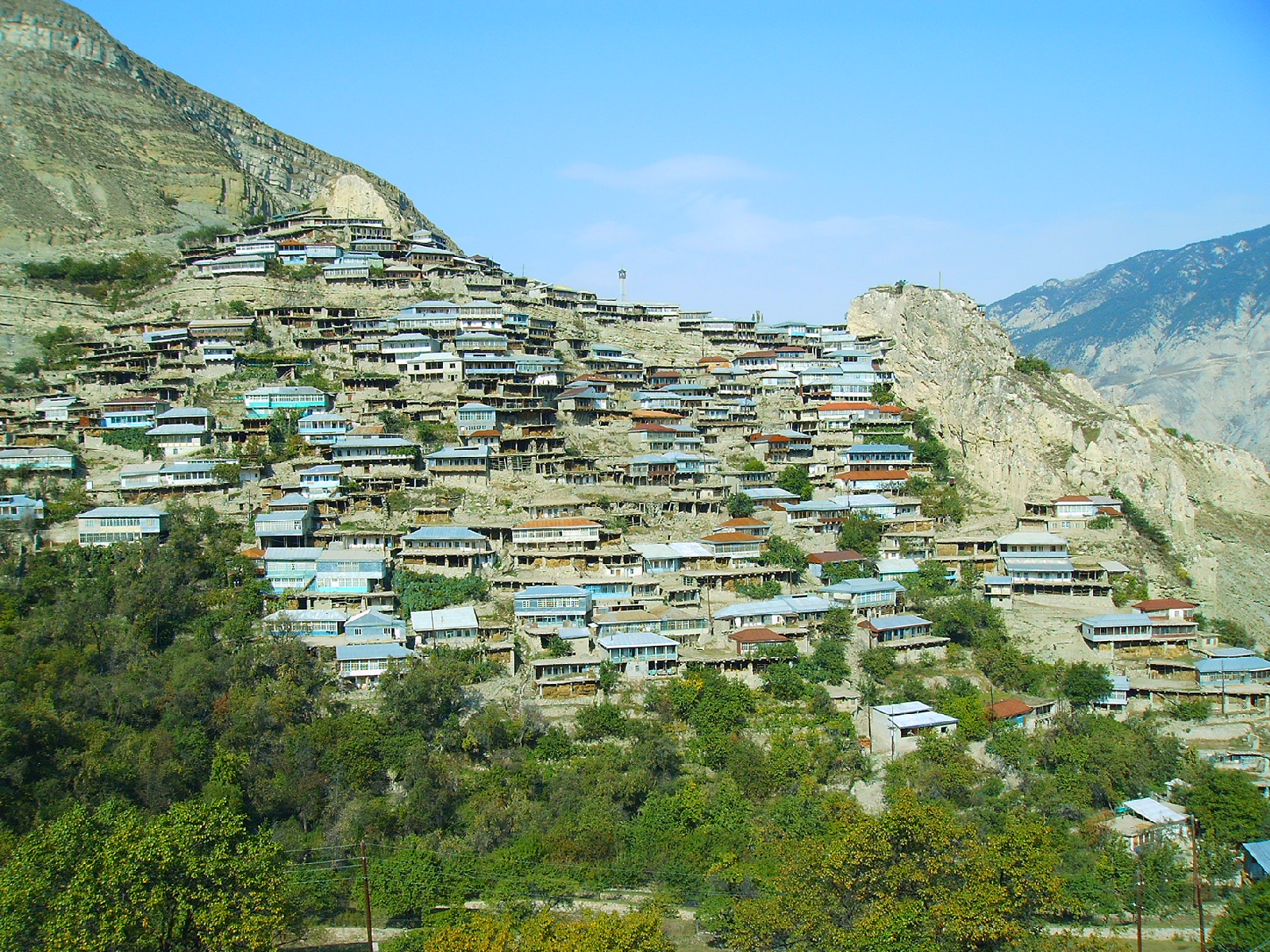
生まれ故郷アンチク

ロシア・ソビエト連邦ダゲスタン自治ソビエト社会主義共和国（現:ロシア連邦ダゲスタン共和国）山岳部の村・アンチク生まれ。
学生時代は、フリースタイルレスリングの選手として活躍。連邦陸軍に入隊後、同軍の空挺部隊（現ロシア空挺軍）に2年間所属。アフガニスタン紛争 (1978年-1989年)でも同地で従軍した経験がある。その頃からサンボの選手に転向し、全ソ連選手権で通算2回の優勝という実績を残した。その後は軍学校や警察組織で、軍隊格闘術（コマンドサンボなど）の教官を務めている。
1991年、日本の格闘技団体「リングス」旗揚げから間もなく主宰者の前田日明にスカウトされた。ハンは軍に籍を置いているため上官である将軍と交渉する必要があった。軍との接触は国家を通したレベルに相当するため、実際の交渉はソ連高官（後のリングス・ロシア代表ウラジミール・パコージン）の協力の元で実現した。

### プロ格闘家時代
同年12月7日に行われたリングス第4回大会の前田戦で日本デビュー。自身のバックボーンであるコマンドサンボの流れを汲む卓越したサブミッション技術で、一躍人気選手となる。特に全盛期の独特の間合いから一瞬で技に引き込むスピード、技の精度の高さは稀代のテクニシャンとしての名を不動のものにした。
また、リングネームから連想された「ロシアの狼」の他、独特の容貌と「まるで手品の様」と評されたサブミッションから「魔術師」の異名をとった。しかし手品そのものも得意であり、「笑っていいとも!」にプロモーションで出演した際には自ら手品を披露している。その他リング外では記者にジョークを言い笑いを誘うなど、試合中の冷徹にも見えるイメージとは異なる一面を見せている。
リングスにおける戦績として代表的なものは、1995年に決勝で前田日明を下したメガバトルトーナメント優勝がある。その後1997年にも決勝で田村潔司と対戦、勝利し優勝を果たした。なお、2001年に行われた第2回KOKトーナメントにおいて、同大会で優勝したアントニオ・ホドリゴ・ノゲイラが判定にもつれ込んだ対戦者はハンのみである。
2007年9月17日に行われたHERO'Sにセルゲイ・ハリトーノフが参戦した際に、ハンのチーム（CLUB VOLK HAN）として出場し、ハン自身も来日した。
格闘技以外では、母国での国会議員選挙に立候補するも落選。その後ビジネスにかかわる醜聞等でロシアのマスコミをにぎわせた。
父親が故郷のイスラム教指導者であり、リングスのファイトマネーで祖国ダゲスタン共和国にモスクを建設している。
2002年2月以降競技から離れていたが、2004年11月20日のリトアニア・ブシドー協会（リングス・リトアニア）の大会にて復帰を果たす。そして、2012年12月16日『RINGS/THE OUTSIDER 合同大会』の船木誠勝戦をもって引退した。

### 引退後
引退後は在住の地であるロシアの都市、トゥーラで格闘技道場を設立し後進の指導にあたった。前田日明の情報では、その後は石油関連の実業家として成功しスイスに住んでいると説明している。
息子のジャマル・ガムザトハノフは柔道家で、2018年の世界ジュニア100kg超級で3位になった。

## ヴォルク・ハン格闘術
ヴォルク・ハン格闘術とは、自らが培った技術・経験から考案されたハンオリジナルの格闘術。コマンドサンボをベースに、ボクシング、ムエタイ、レスリング、柔道などの技術を取り入れ、より総合格闘技の攻防に特化したスタイルとされる。一般的にセルゲイ・ハリトーノフや、かつての弟子であったエメリヤーエンコ・ヒョードルは、コマンドサンボをそのままバーリトゥードに転用していると思われがちだが、実際にはヴォルク・ハン格闘術から学んだノウハウに基づきコマンドサンボの技術を応用している。また、ヴォルク・ハン格闘術はサンボ着を脱いだ状態、裸体での徒手格闘を想定して構成されている点も特徴である。
同様に多彩な関節技を組み込んだファイトスタイルには、グレイシー柔術をはじめとするブラジリアン柔術がある。しかし、ハンはそれら一派の技術を「私自身が学び、知っている柔道と大きく違うものではない」と評した。

## 得意技
「千のサブミッションを持つ男」の異名通り、ハンの繰り出す技は非常に複雑なものが多く、その種類も多いためとてもここで全て列挙することはできない。よってここでは比較的有名な技に絞って紹介する。
クロス・ヒールホールド
アキレス腱固めの体勢から相手の両脚を交差するように固め、肘で絞り上げることによって両脚の関節（具体的には交差させる際に上になる脚はアキレス腱、下になる脚は膝）を極める。技に入るプロセスは仰向け寝の相手に仕掛ける他、飛び付き式やビクトル投げからのスイッチなど多岐多様に存在する。
ヴォルク・ハンの代名詞ともいえる複合関節技。来日初戦で前田日明をこの技でギブアップ寸前まで追い込んだシーンは、コマンドサンボの奥深さを知らしめた。
首極め腕卍
相手の両腕をロックした状態で首を締め上げる変形のフロントスリーパー。
ビクトル式膝十字固め
河津掛けに似た体勢から相手の首・肩などを巻き込みつつ前転し、膝十字固めに捕らえる。現在はプロレスでも使用する選手が増えているが、元々はサンボを源流とする技である。
飛び付き式腕ひしぎ十字固め
相手の腕と首に手をかけた状態から、巻き付くように飛び付き腕ひしぎ十字固めを極める。さらにハンの場合、カニバサミから移行するなど様々なバリエーションを持つ。
スタンディング・アームロック
立った状態で極める脇固め。ハンはこの技を極めるスピードが非常に速く、「どの体勢からでも（関節技を）極める」といわれた由縁でもある。さらにハンはこの体勢から腕を極めつつ後方にスープレックスで反り投げるという、非常に危険な隠し技を持っていた。
足取り腕ひしぎ十字固め
足を同時に挟み込んでの腕ひしぎ十字固め。
首極め膝十字固め
相手の頭を股に挟み込み、そのまま相手を前屈で折りたたむように膝十字固めを極める。
フィッシュ・ストレッチ・スリーパー（足絡み裸絞め）
うつ伏せになっている相手の膝を自らの両脚でロックし、同時に相手の首をスリーパーホールドで絞め上げつつ反転する。見た目はプロレス技として有名なSTFの派生技FTSに似ている。しかし相手の左足にかける場合、STF系の技は相手の左足の外側に自分の右足、内側に自分の左足が来るが、フィッシュ・ストレッチ・スリーパーは相手の左足の外側に自分の左足、内側に右足が来る為全く違う技である。自らもハンと対戦した経験を持つ前田日明は「局部的に極める技ではなく、相手の体の自由（スタミナ）を奪う技」と解説している。なおこの技の初公開時は「足絡みフェイスロック」という名でコールされた。
裏拳（バックハンド・ブロー）
自ら回転しつつ、手の甲の部分を相手の顔面や胸板に打ち付ける打撃技。ハンといえば関節技というイメージが強いが、時折隠し技として使用していた。ちなみにハンの使用する裏拳はステップインしながら放つ独特のモーションが特徴である。

## エピソード
- 前田に多大なる感謝の念を示しており、「私は前田の兵隊だ、彼から行けといわれたら私はどこへでも行く」という言葉を残している。
- 前田が旧ソ連で行われたサンボの大会を視察に出向いた際、見たことも無い関節技を次々と決める選手がいた。それが後のヴォルク・ハン本人である。しかし実際は事前に前田が会場に来ることを耳にしていたハンが、とにかく目立って声をかけてもらおうと普段は使わない大技を見せてのアピールだった。
- 風貌やリング上での振る舞いから冷徹なイメージがあるが、ファンに対しては非常に優しく丁寧に接することで有名。
- 2001年のKOKトーナメントでアントニオ・ホドリゴ・ノゲイラと対戦した際、ハンは完全に極まったかのようにも見えた膝十字固めから脱出し喝采を浴びた。これについてノゲイラは試合後「完璧に極まっていた。あの状態でギブアップしないなんて考えられない」とコメント。一方ハンは「全然効いていなかった。彼は気付いていなかったようだけど、私はちゃんと防御していたからね」と語っており、後のインタビューにおいて記者に実際に膝十字固めの防御法を説明した。
- なお、上記のトーナメントの後日催されたパーティーで、ノゲイラは色紙を持参しハンからサインを貰っている。
- 上記の対戦に於いて判定負けを喫したハンは、当時25歳だったノゲイラの実力を絶賛した。その際、「ブラジルの若き虎よ。近い将来、君の時代が必ず来るだろう」との言葉を残したが、「しかし覚えておけ。いつか狼の末裔が君を必ず倒す」とも付け加えている。ハンの予言通りノゲイラはトップ選手として大活躍し、PRIDEヘビー級王者の座へと上り詰めた。しかしその後ノゲイラは、ハンの弟子であるエメリヤーエンコ・ヒョードルに敗北し王座から転落。ハンの予言は見事現実のものとなった。
- 格闘技番組『リングの魂』で「リングスのイメージガールを決めよう」という企画が行われた。その際、司会者の南原清隆が練習後と思われるハンと接触。イメージガール候補の女性たちに挨拶させ「どうでしょうか？」と尋ねたところ、普段のハンからは想像もつかない満面の笑みで「オーチン・ハラショー（とても素晴らしいね）」と答えた。寡黙なイメージを売りにしているハンとしては、非常に貴重な映像である。
- コマンドサンボを世に広く知らしめた実績と、独特の風貌から多くの架空のサンビストのモデルになっている。代表例としては漫画『高校鉄拳伝タフ』の鬼川平蔵、ゲーム『バトルクロード』のウルフ教官など。
- ソビエト陸軍に在籍していた頃にアフガニスタン紛争にソビエトが介入、彼自身も派兵されていた経歴がある。「あの頃はあの戦争を正義のための戦争だと思っていたが、今ではあの戦争は過ちだったと思っている」由の発言を残している。

## 戦績
| 総合格闘技 戦績 | 総合格闘技 戦績 | 総合格闘技 戦績 | 総合格闘技 戦績 | 総合格闘技 戦績 | 総合格闘技 戦績 | 総合格闘技 戦績 |
| --------------- | --------------- | --------------- | --------------- | --------------- | --------------- | --------------- |
| 57 試合         | (T)KO           | 一本            | 判定            | その他          | 引き分け        | 無効試合        |
| 42 勝           | 1               | 39              | 2               | 0               | 1               | 0               |
| 14 敗           | 4               | 8               | 2               | 0               | 1               | 0               |

| 勝敗 | 対戦相手                       | 試合結果                       | 大会名                                                                                               | 開催年月日     |
| △    | 船木誠勝                       | 15分終了 ロストポイント2－2    | RINGS / THE OUTSIDER 合同大会 〜ヴォルク・ハン引退記念興行〜                                         | 2012年12月16日 |
| ○    | アンドレイ・コピィロフ         | 6:15 腕ひしぎ十字固め          | リングス WORLD TITLE SERIES GRAND-FINAL                                                              | 2002年2月15日  |
| ○    | アンドレイ・コピィロフ         | 延長R終了 判定                 | Rings Russia: Russia vs. Bulgaria                                                                    | 2001年4月6日   |
| ×    | アントニオ・ホドリゴ・ノゲイラ | 5分2R終了 判定0-3              | リングス KING of KINGS GRAND-FINAL 【準々決勝】                                                      | 2001年2月24日  |
| ○    | ボビー・ホフマン               | 延長R終了 判定3-0              | リングス KING of KINGS Bブロック 【2回戦】                                                           | 2000年12月22日 |
| ○    | リー・ハスデル                 | 2R 0:08 KO                     | リングス KING of KINGS Bブロック 【1回戦】                                                           | 2000年12月22日 |
| ○    | ブランドン・リー・ヒンクル     | 1R 8:11 腕ひしぎ十字固め       | リングス Millennium Combine II                                                                       | 2000年6月15日  |
| ×    | グロム・ザザ                   | 30分終了 ポイント判定          | リングス RISE 4th                                                                                    | 1999年6月24日  |
| ○    | 成瀬昌由                       | 1R 7:46 腕ひしぎ十字固め       | リングス RISE 3rd                                                                                    | 1999年5月22日  |
| ○    | ニコライ・ズーエフ             | 6:49 足絡みフェイスロック      | リングス 前田日明引退試合 〜THE FINAL〜                                                              | 1999年2月21日  |
| ○    | 金原弘光                       | 13:22 アキレス腱固め           | リングス WORLD MEGA-BATTLE TOURNAMENT 1998 〜第1回国別対抗戦FNRカップ〜 GRAND-FINAL                  | 1999年1月23日  |
| ○    | 山本喧一                       | 8:24 逆片エビ固め              | リングス CAPTURED 〜AKIRA MAEDA LAST MATCH〜                                                         | 1998年7月20日  |
| ○    | 田村潔司                       | 10:32 リバースアームロック     | リングス MAELSTROM 7th                                                                               | 1996年9月25日  |
| ○    | ハンス・ナイマン               | 4:39 膝十字固め                | リングス MAELSTROM 3rd RUSSIAN BATTLE MISSION                                                        | 1996年5月25日  |
| ×    | ニコライ・ズーエフ             | 13:06 脇固め                   | リングス MAELSTROM 2nd                                                                               | 1996年4月26日  |
| ○    | ディック・フライ               | 6:36 腕ひしぎ逆十字固め        | リングス MAELSTROM 1st                                                                               | 1996年3月25日  |
| ×    | ハンス・ナイマン               | 6:49 TKO                       | リングス MEGA-BATTLE TOURNAMENT1995 GRAND FINAL                                                      | 1996年1月24日  |
| ×    | 山本宜久                       | 10:17 腕ひしぎ逆十字固め       | リングス MEGA-BATTLE TOURNAMENT1995 SEMI FINAL                                                       | 1995年12月19日 |
| ○    | アンドレイ・コピィロフ         | 12:37 膝十字固め               | リングス MEGA-BATTLE TOURNAMENT1995 2nd.Round                                                        | 1995年11月16日 |
| ○    | ピーター・ウラ                 | 4:14 腕ひしぎ逆十字固め        | リングス MEGA-BATTLE TOURNAMENT1995 1st.Round                                                        | 1995年10月21日 |
| ×    | 前田日明                       | 9:41 腕ひしぎ逆十字固め        | リングス RISING SERIES NAGATSUKI                                                                     | 1995年9月22日  |
| ×    | ビターゼ・タリエル             | 8:26 KO                        | リングス RISING SERIES HAZUKI                                                                        | 1995年8月27日  |
| ○    | トニー・ホーム                 | 6:36 アキレス腱固め            | リングス RISING SERIES FUMIZUKI                                                                      | 1995年7月18日  |
| ○    | 山本宜久                       | 15:15 腕ひしぎ逆十字固め       | リングス RISING SERIES MINAZUKI ジャパンVSロシア 5対5対抗戦                                          | 1995年6月17日  |
| ○    | 成瀬昌由                       | 12:11 変形フェイスロック       | リングス RISING SERIES UZUKI クリス・ドールマン スペシャル                                           | 1995年4月28日  |
| ○    | ニコライ・ズーエフ             | 13:37 足絡み腕ひしぎ逆十字固め | リングス RISING SERIES YAYOI                                                                         | 1995年3月18日  |
| ○    | 前田日明                       | 14:19 膝固め                   | リングス FIGHTING NETWORK RINGS1994 TOURNAMENT GRAND FINAL                                           | 1995年1月25日  |
| ○    | 長井満也                       | 15:15 フルネルソン             | リングス BATTLE SHOT at NIIGATA Vol2                                                                 | 1994年12月24日 |
| ○    | ハンス・ナイマン               | 6:21 アキレス腱固め            | リングス FIGHTING NETWORK RINGS1994 TOURNAMENT SEMI FINAL                                            | 1994年12月16日 |
| ○    | ウィリー・ウィリアムス         | 3:14 アキレス腱固め            | リングス FIGHTING NETWORK RINGS1994 TOURNAMENT 3rd Round                                             | 1994年11月19日 |
| ×    | アンドレイ・コピィロフ         | 10:05 アームロック             | リングス FIGHTING NETWORK RINGS1994 TOURNAMENT 2nd Round                                             | 1994年10月22日 |
| ○    | ソテル・ゴチェフ               | 11:59 腕固め                   | リングス FIGHTING NETWORK RINGS1994 RINGS IN RUSSIA                                                  | 1994年8月27日  |
| ○    | ガルダバ・ゲオルギ             | 11:35 リバースフルネルソン     | リングス FIGHTING NETWORK RINGS1994 RINGS IN YOKOHAMA                                                | 1994年8月20日  |
| ○    | ハンス・ナイマン               | 6:50 腕ひしぎ逆十字固め        | リングス FIGHTING NETWORK RINGS1994 RINGS IN OSAKA                                                   | 1994年7月14日  |
| ×    | 前田日明                       | 18:06 レッグロック             | リングス FIGHTING NETWORK RINGS1994 RINGS IN ARIAKE                                                  | 1994年6月18日  |
| ○    | 長井満也                       | 9:03 裸絞め                    | リングス FIGHTING NETWORK RINGS1994 RINGS IN SENDAI                                                  | 1994年5月17日  |
| ○    | ビターゼ・タリエル             | 8:27 アキレス腱固め            | リングス FIGHTING NETWORK RINGS1994 RINGS IN HIROSHIMA                                               | 1994年4月23日  |
| ○    | ゲオルギー・カンダラッキー     | 3R 1:08 フロントネックロック   | リングス FIGHTING NETWORK RINGS1994 RINGS IN YOKOHAMA                                                | 1994年3月19日  |
| ○    | 山本宜久                       | 10:52 アームロック             | リングス BATTLE DIMENSION TOURNAMENT'93 Grand Final                                                  | 1994年1月21日  |
| ○    | オルロフ・パベル               | 12:03 腕ひしぎ逆十字固め       | リングス BATTLE DIMENSION TOURNAMENT'93 Semi Final                                                   | 1993年12月8日  |
| ×    | ニコライ・ズーエフ             | 11:31 アームロック             | リングス BATTLE DIMENSION TOURNAMENT'93 2nd. Round                                                   | 1993年11月18日 |
| ○    | 成瀬昌由                       | 8:08 腕ひしぎ逆十字固め        | リングス BATTLE DIMENSION TOURNAMENT'93 1st. Round                                                   | 1993年10月23日 |
| ○    | クリス・ドールマン             | 6:20 裏十字固め                | リングス BATTLE DIMENSION'93 格闘新次元 TOKYO BAY AREA CIRCUIT #3 〜前田日明デビュー15周年記念大会〜 | 1993年8月21日  |
| ×    | ディック・フライ               | 9:09 TKO                       | リングス BATTLE DIMENSION'93 格闘新次元 OSAKA METROPOLITAN CIRCUIT #2                                | 1993年7月13日  |
| ○    | ウィリー・ウィリアムス         | 11:46 アキレス腱固め           | リングス BATTLE DIMENSION'93 格闘新次元 TOKYO BAY AREA CIRCUIT #2                                    | 1993年5月29日  |
| ○    | 長井満也                       | 16:05 アームロック             | リングス BATTLE DIMENSION'93 格闘新次元 TOKYO BAY AREA CIRCUIT #1                                    | 1993年4月24日  |
| ○    | アンドレイ・コピィロフ         | 8:30 アキレス腱固め            | リングス BATTLE DIMENSION'93 格闘新次元 OSAKA METROPOLITAN CIRCUIT #1                                | 1993年3月5日   |
| ○    | アンドレ・トゥルマニーゼ       | 12:38 レッグロック             | リングス MEGA-BATTLE TOURNAMENT '92 Grand Final                                                      | 1993年1月23日  |
| ○    | ソテル・ゴチェフ               | 14:25 変形腕固め               | リングス MEGA-BATTLE TOURNAMENT '92 Semi Final Best4                                                 | 1992年12月19日 |
| ×    | 前田日明                       | 23:27 TKO                      | リングス MEGA-BATTLE TOURNAMENT '92 1st round 【1回戦】                                              | 1992年10月29日 |
| ○    | ディック・フライ               | 10:35 レッグロック             | リングス MEGA BATTLE SPECIAL「礎〜ISHIZUE」                                                          | 1992年8月21日  |
| ×    | アンドレイ・コピィロフ         | 17:05 レッグロック             | リングス MEGA-BATTLE 6th「颯〜HAYATE」                                                               | 1992年7月16日  |
| ○    | ヘルマン・レンティング         | 9:18 ヒールホールド            | リングス MEGA-BATTLE 5th「獅子吼〜SHI SHI KU」                                                       | 1992年6月25日  |
| ○    | グロム・ザザ                   | 5:16 膝固め                    | リングス MEGA-BATTLE 4th「光臨〜KOHRIN」                                                             | 1992年5月16日  |
| ○    | 前田日明                       | 17:28 膝固め                   | リングス MEGA-BATTLE 3rd「雷〜IKAZUCHI」                                                             | 1992年4月3日   |
| ○    | ゲナジー・ギガント             | 12:37 アームロック             | リングス MEGA-BATTLE 2nd「息・吹〜IBUKI」                                                            | 1992年3月5日   |
| ×    | 前田日明                       | 12:14 足固め                   | リングス ASTRAL STEP FINAL「BLAZE UP〜炎上」                                                         | 1991年12月7日  |